# Rakuraku Biwako
Le Rakuraku Biwako (らくラクびわこ) est un train express au Japon, exploité par la compagnie JR West, qui relie la ville d'Osaka à celle de Maibara. Son nom fait référence au lac Biwa.

## Gares desservies
Le Rakuraku Biwako circule aux heures de pointe de la gare d'Osaka à la gare de Maibara en empruntant la ligne principale Tōkaidō.
| Nom des gares  |
| -------------- |
| Osaka          |
| Shin-Osaka     |
| Kyoto          |
| Yamashina      |
| Ōtsu           |
| Ishiyama       |
| Minami-Kusatsu |
| Kusatsu        |
| Moriyama       |
| Yasu           |
| Ōmihachiman    |
| Hikone         |
| Maibara        |

## Matériel roulant
Les modèles utilisés sur ce service sont :

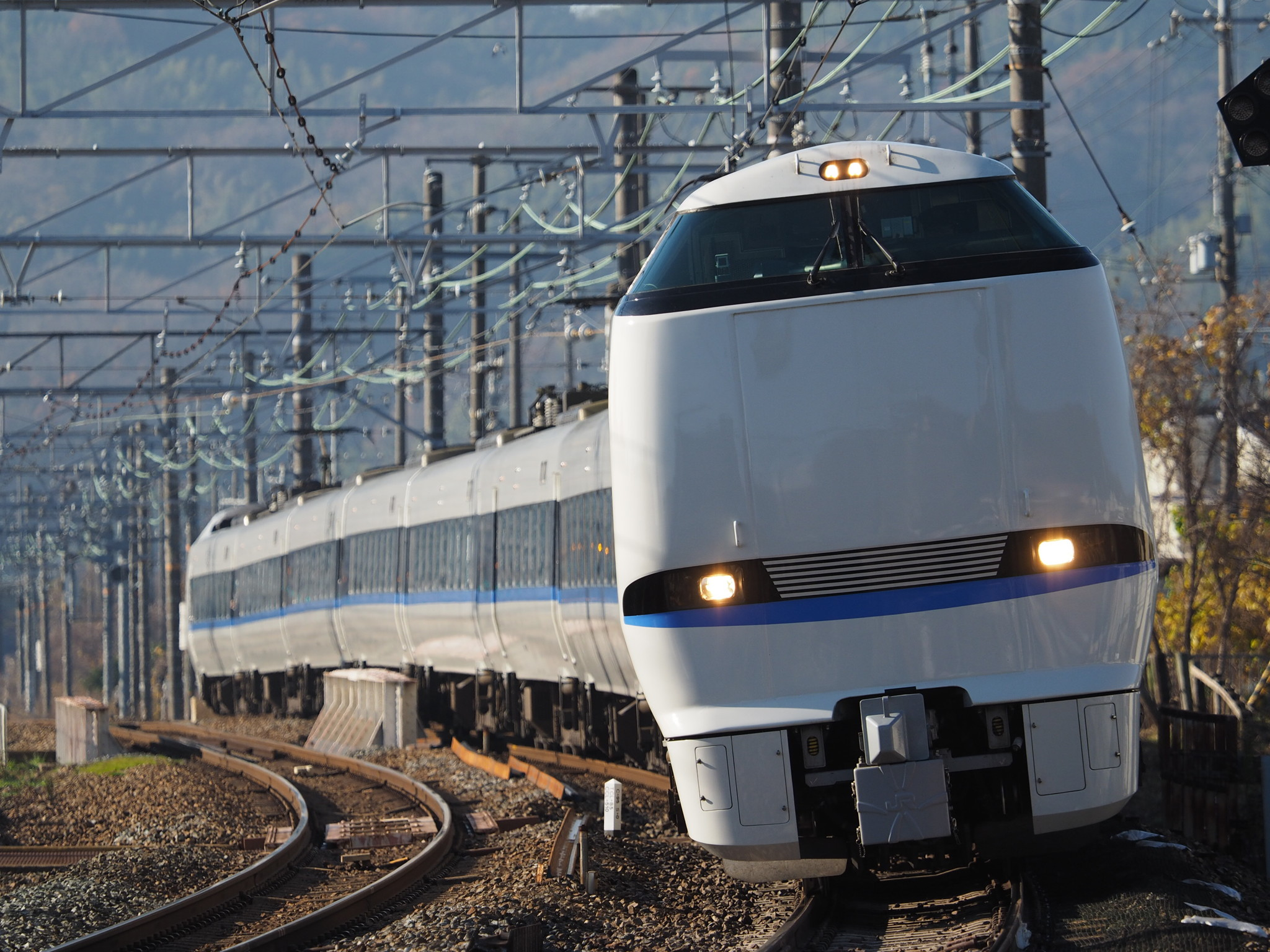
Série 683
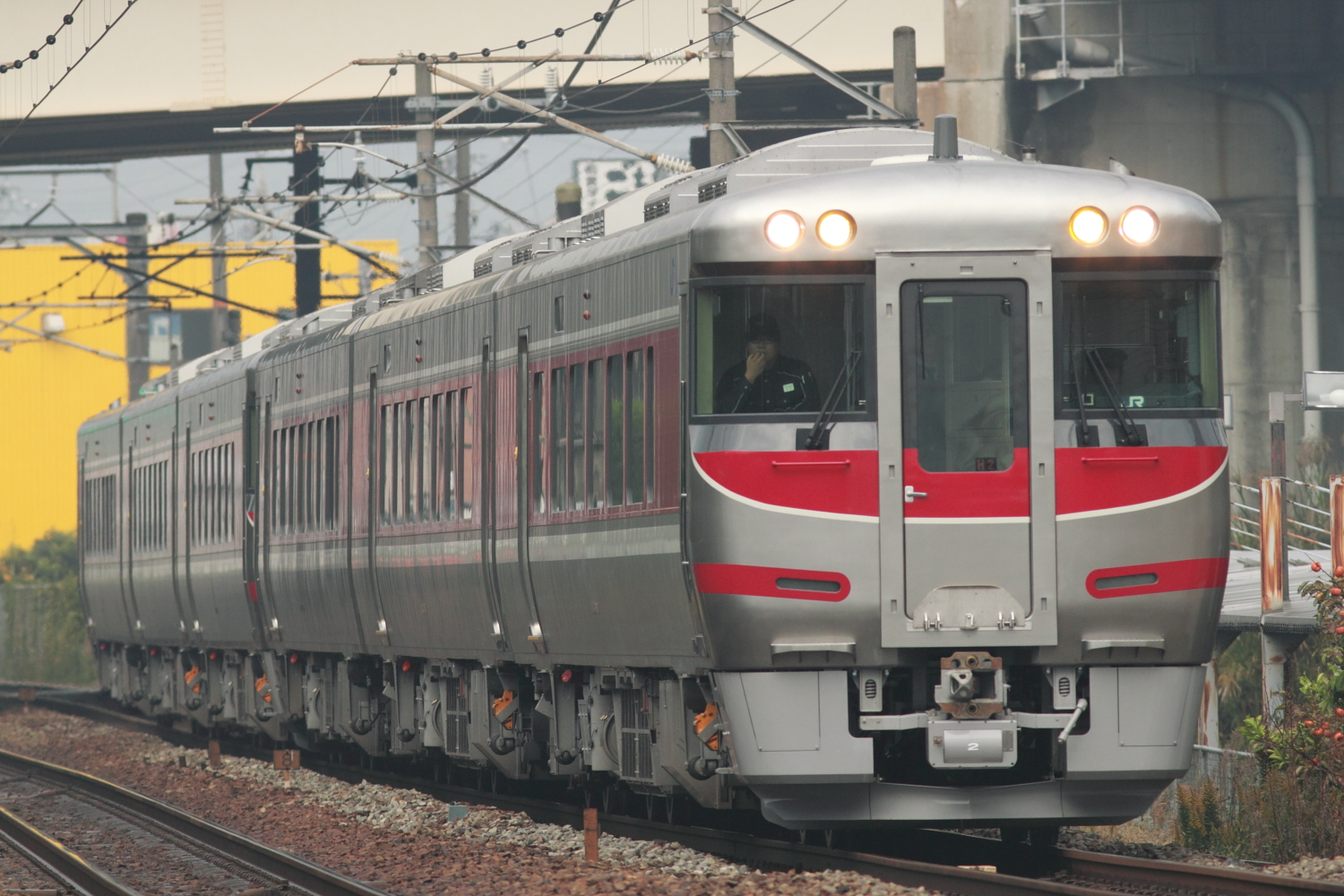
Série KiHa 189

## Composition des rames
Tous les trains sont complètement non fumeurs.
- Série 683 :

| N° de voiture | 1     | 2       | 3       | 4       | 5       | 6       |
| Classe        | Green | Réservé | Réservé | Réservé | Réservé | Réservé |

- Série KiHa 189 :

| N° de voiture | 1       | 2       | 3       |
| Classe        | Réservé | Réservé | Réservé |